# Katastrofa lotu Swissair 111
Katastrofa lotu Swissair 111 – katastrofa lotnicza, która miała miejsce 2 września 1998 roku około godziny 22:31 czasu lokalnego w pobliżu Nowej Szkocji w Kanadzie. Zginęło w niej 215 pasażerów i 14 członków załogi.
Śledztwo przeprowadzone w tej sprawie przez Kanadyjską Radę Bezpieczeństwa Transportu (TSB) trwało 4 lata i kosztowało 57 milionów CAD (w tamtym czasie była to równowartość około 38 milionów USD).
Lot Swissair 111 był rozpoznawalny jako „Wahadłowiec ONZ”, dzięki ogromnej popularności wśród urzędników Organizacji Narodów Zjednoczonych. Lotem tym często podróżowali biznesmeni i naukowcy.

## Samolot i załoga
McDonnell Douglas MD-11 o numerze seryjnym 48448, zbudowany w 1991, zarejestrowany jako HB-IWF. Swissair był jego jedynym użytkownikiem. Nosił nazwę Vaud na cześć szwajcarskiego kantonu o tej samej nazwie. Miał za sobą 36.041 godzin lotu. Jednostkę napędową stanowiły 3 silniki Pratt & Whitney 4462. W kabinie było 241 siedzeń (12 pierwszej klasy, 49 biznesowej i 180 ekonomicznej). Miejsca pierwszej klasy oraz klasy biznes były wyposażone w pokładowy system rozrywki, bardzo nowoczesny jak na tamte czasy.
Załogę maszyny stanowili kapitan Urs Zimmermann oraz pierwszy oficer – Stephan Loew. Na pokładzie było również 11 stewardes oraz 1 główny steward. Cały personel, obsługujący kabinę pasażerów był dyplomowany i wyszkolony przez Joint Aviation Authorities (JAA), zgodnie ze szwajcarskimi regulacjami prawnymi.

## Przebieg wydarzeń[4]
Przebieg wydarzeń podany jest w standardowym czasie atlantyckim.

### 21:18UTC-4
McDonnell Douglas MD-11 szwajcarskich linii lotniczych Swissair startuje z lotniska Johna F. Kennedy’ego w Nowym Jorku z 215 pasażerami i 14 członkami załogi na pokładzie. Celem podróży jest port lotniczy Genewa-Cointrin.

### 21:48UTC-4
Około pół godziny od startu samolotu, kapitan po raz pierwszy łączy się z wieżą kontroli ruchu lotniczego. Lot przebiega standardowo.

### 22:10UTC-4
Lecąc na poziomie FL330 (około 10100 metrów) piloci wyczuwają dym w ich kabinie. Uznają, że pochodzi on z pokładowego systemu klimatyzacji i nie jest to nic groźnego (takie sytuacje nie są niczym niezwykłym w pasażerskich odrzutowcach). Wezwana stewardesa również poczuła nietypowy zapach w kokpicie, ale stwierdziła, że w kabinie pasażerskiej nie ma dymu i na prośbę pilotów wyłączyła potencjalnie uszkodzony system klimatyzacji. Załoga nie wiedziała, że prawdziwym źródłem dymu jest pożar instalacji elektrycznej nad kabiną pilotów.

### 22:13UTC-4
Zapach dymu nasilił się, więc piloci podjęli decyzję o awaryjnym lądowaniu. Lecąc nad Atlantykiem nadali komunikat „Pan-Pan” (mówiący o awarii maszyny) do stacji ATC w Moncton (stacja ta kontroluje ruch powietrzny nad Ameryką Północną). Kapitan Zimmerman zamierzał wylądować w Bostonie (560 km od samolotu), ponieważ znał to lotnisko (chciał przez to uniknąć dodatkowego stresu, związanego z podchodzeniem do lądowania w trudnych warunkach), ale kontroler lotu zasugerował pilotom lądowanie w Halifax, gdyż było bliżej (104 km od samolotu).

### 22:14UTC-4
Z uwagi na nadanie komunikatu „Pan-Pan”, lot Swissair 111 otrzymał pierwszeństwo wśród innych lotów, a kontroler wydał mu polecenie wstępnego schodzenia na poziom FL290 (około 8840 m). Kapitan chciał jednak chwilowo wyrównać lot na wysokości pośredniej, aby obsługa samolotu mogła zebrać tace po podanym posiłku i przygotować kabinę pasażerów do lądowania.

### 22:15UTC-4
Samolot znajduje się na wysokości około 8500 m. Kontroler ruchu lotniczego nakazuje pilotom obniżenie pułapu do 1000 m. Zimmerman nie zdaje sobie sprawy z powagi sytuacji i postanawia zejść tylko 3000 m, ponieważ obsługa nie zdążyła jeszcze przygotować kabiny pasażerów.

### 22:17UTC-4
Kłąb dymu w kabinie pilotów był tak intensywny, że obaj piloci nałożyli maski tlenowe. Kapitan zaczął obniżać pułap. Z uwagi na stan samolotu, musiał lądować w Halifax, ale ponieważ nie znał tego lotniska, potrzebne mu były wykresy podejścia do lądowania na nim. Te znajdowały się jednak w jego teczce, która leżała na drugim końcu kabiny. Żaden z pilotów nie mógł jej dosięgnąć (ograniczały ich przewody, doprowadzające tlen do ich masek), więc kapitan Zimmerman wezwał stewardesę, aby ta mu ją podała.

### 22:20UTC-4
Kapitan Zimmerman postanawia zrzucić paliwo, aby odciążyć samolot przed lądowaniem. Powiadamia o tym wieżę kontroli ruchu lotniczego w Moncton. Kontroler zdziwił się, że pilot mówi mu o tym dopiero po takim czasie. Samolot znajdował się wówczas 56 km od Halifax, nad lądem, więc musiał zawrócić nad pobliską Zatokę św. Małgorzaty, by zrzucić zbędne paliwo do wody.

### 22:21UTC-4
Zgodnie z „Listą kontrolną postępowania w przypadku dymu nieznanego pochodzenia” drugi pilot przełączył przełącznik cabin bus, odcinając tym samym zasilanie w całym samolocie, poza kabiną pilotów. Spowodowało to również wyłączenie wentylatorów recyrkulacyjnych, a zarazem powstanie pewnego rodzaju „próżni”, która przyczyniła się do wtargnięcia do kabiny pilotów ognia, który do tej pory szalał za szczelną płytą.

### 22:22UTC-4
Na wysokości 3900 metrów szalejący poza wzrokiem pilotów pożar dociera do autopilota, który ulega awarii. Piloci przechodzą wówczas na ręczne sterowanie maszyną. Po kilkunastu sekundach, jeden po drugim, przestają działać wszystkie systemy i przyrządy samolotu.

### 22:24UTC-4
Pierwszy oficer Loew zgłasza kontroli lotów sytuację krytyczną, nadając komunikat „Mayday”. Z powodu hałasu w kabinie oraz innych dźwięków w wieży kontroli lotów, kontroler nie usłyszał komunikatu. Ogień rozprzestrzenia się coraz bardziej, więc kapitan opuszcza swoje siedzenie i próbuje opanować sytuację podręczną gaśnicą. Zginął (nie wiadomo czy powodem był ogień, czy uduszenie dymem) usiłując uratować maszynę. Pierwszy oficer wciąż próbuje pilotować maszynę, używając systemów awaryjnych, ale pół minuty później gaśnie cały szklany kokpit, a łączność z samolotem zostaje zerwana.
Jak wykazało późniejsze śledztwo, drugi pilot żył do momentu katastrofy. Z rejestratora lotu odczytano, że na około minutę przed zderzeniem z taflą wody, wyłączył silnik nr 2.

### 22:31UTC-4
W przybrzeżnej miejscowości Peggy's Cove w Nowej Szkocji słychać było ogłuszający dźwięk wybuchu. MD-11 linii Swissair, lot 111 wpada do Atlantyku, 8 km od brzegu, zabijając wszystkich 229 pasażerów i członków załogi. Samolot roztrzaskał się na miliony kawałków, a spośród wszystkich znalezionych ciał, zaledwie jedno było niepokaleczone.

## Ofiary
| Ostateczna lista narodowości pasażerów | Ostateczna lista narodowości pasażerów | Ostateczna lista narodowości pasażerów | Ostateczna lista narodowości pasażerów |
| Narodowość                             | Pasażerowie                            | Załoga                                 | Razem                                  |
| -------------------------------------- | -------------------------------------- | -------------------------------------- | -------------------------------------- |
| Stany Zjednoczone                      | 112                                    | 1                                      | 113                                    |
| Szwajcaria                             | 35                                     | 13                                     | 48                                     |
| Francja                                | 42                                     | 0                                      | 42                                     |
| Wielka Brytania                        | 5                                      | 0                                      | 5                                      |
| Kanada                                 | 4                                      | 0                                      | 4                                      |
| Włochy                                 | 3                                      | 0                                      | 3                                      |
| Grecja                                 | 2                                      | 0                                      | 2                                      |
| Iran                                   | 2                                      | 0                                      | 2                                      |
| Afganistan                             | 1                                      | 0                                      | 1                                      |
| Arabia Saudyjska                       | 1                                      | 0                                      | 1                                      |
| Chiny                                  | 1                                      | 0                                      | 1                                      |
| Hiszpania                              | 1                                      | 0                                      | 1                                      |
| Indie                                  | 1                                      | 0                                      | 1                                      |
| Izrael                                 | 1                                      | 0                                      | 1                                      |
| Jugosławia                             | 1                                      | 0                                      | 1                                      |
| Meksyk                                 | 1                                      | 0                                      | 1                                      |
| Niemcy                                 | 1                                      | 0                                      | 1                                      |
| Rosja                                  | 1                                      | 0                                      | 1                                      |
| Saint Kitts i Nevis                    | 1                                      | 0                                      | 1                                      |
| Razem                                  | 215                                    | 14                                     | 229                                    |

Początkowo Swissair oświadczył, że w trakcie lotu na pokładzie znajdowało się 39 Szwajcarów, 30 Francuzów, 147 Amerykanów, 1 Kanadyjczyk i 22 osoby innych narodowości. W późniejszym czasie dane te zweryfikowano i poprawiono. Okazało się, że w samolocie było 132 Amerykanów (wliczając 1 stewarda linii Delta Air Lines), 41 Szwajcarów (w tym 13 członków załogi), 30 Francuzów, 6 Brytyjczyków, 3 Niemców, Włochów i Kanadyjczyków, 2 Greków, 2 Libańczyków oraz po 1 osobie z: Afganistanu, Indii, Iranu, Rosji, Arabii Saudyjskiej, Hiszpanii, St. Kitts i Nevis, Szwecji, Jugosławii oraz 4 osoby innych narodowości.
W katastrofie zginęło kilka znanych osób, m.in.: Jonathan Mann (były szef programu walki z AIDS, prowadzonego przez WHO) wraz z żoną – Mary Lou Clements-Mann (badaczka zajmująca się AIDS); Pierce J. Gerety Jr. (członek UNHCR, uczestniczący w misji pokojowej w regionie Wielkich Jezior Afrykańskich, mającej na celu zmniejszenie ryzyka wybuchu wojny domowej) oraz Joseph LaMotta (syn Jake’a LaMotty – byłego mistrza świata wagi średniej w boksie).
Mistrz olimpijski z Barcelony (1992), tenisista Marc Rosset również planował podróż tym lotem, ale zmienił plany i poleciał innym.

### Identyfikacja
Patomorfologowie z Kanadyjskiej Królewskiej Policji Konnej (RCMP) zidentyfikowali większość ciał w ciągu 10 tygodni od momentu katastrofy. Tylko jedno z nich dało się zidentyfikować na podstawie oględzin, około 100 ciał zidentyfikowano na podstawie badania DNA (była to najdłuższa tego typu analiza w historii Kanady). Około 90 ciał rozpoznano na podstawie uzębienia, zaś 30 na podstawie odcisków palców bądź przedśmiertnych prześwietleń. Spora liczba zebranych przedśmiertnych prześwietleń dentystycznych ofiar sprawiła, że około 90 ciał zidentyfikowano jeszcze przed końcem października. Śledczy z RCMP uzyskali prześwietlenia, a także próbki krwi, niezbędne do analizy porównawczej DNA, od krewnych ofiar.

## Przyczyny katastrofy
Ustalanie przyczyn katastrofy było wielkim wyzwaniem dla kanadyjskich śledczych. Już kilka godzin po katastrofie rozpoczęło się mozolne wydobywanie części samolotu z oceanu. 13 września 1998 roku zostały znalezione czarne skrzynki maszyny. Ostatnie elementy lotu 111 zostały wydobyte dopiero w grudniu 1999 roku.
Na podstawie zdobytych dowodów śledczy stwierdzili, że bezpośrednią przyczyną katastrofy był pożar na pokładzie, spowodowany wadą jednego z przewodów, który stopił się, po czym zapaliła się izolacja wykonana z wysoce łatwopalnego materiału termoplastycznego. Pożar przewodu pośrednio był też spowodowany jego nadmiernym obciążeniem – w wyniku zabudowania na pokładzie samolotu dodatkowych urządzeń elektronicznych dla pasażerów pierwszej klasy – co nie było przewidziane w pierwotnym projekcie instalacji elektrycznej samolotu. Ich praca doprowadzała do przeciążenia przewodów elektrycznych. Pożar szybko rozprzestrzenił się na plastikowe elementy w kabinie. Ogień był już wtedy praktyczne nie do opanowania. Ponadto stwierdzono, że w momencie gdy samolot zniknął z radaru, ogień dostał się do wnętrza kabiny. Kapitan maszyny próbował go ugasić, ale prawdopodobnie zginął od poparzeń kilka sekund przed rozbiciem się samolotu.

## Następstwa
Po katastrofie lotu nr 111 w wielu krajach zakazano montowania w samolotach materiałów łatwopalnych oraz nakazano ich usunięcie z maszyn aktualnie wykorzystywanych do latania.
Katastrofa została także przedstawiana w dwóch serialach: Tuż przed tragedią („Pożar w kokpicie”) i Katastrofa w przestworzach („Pożar na pokładzie”).